# Beatrice Egli

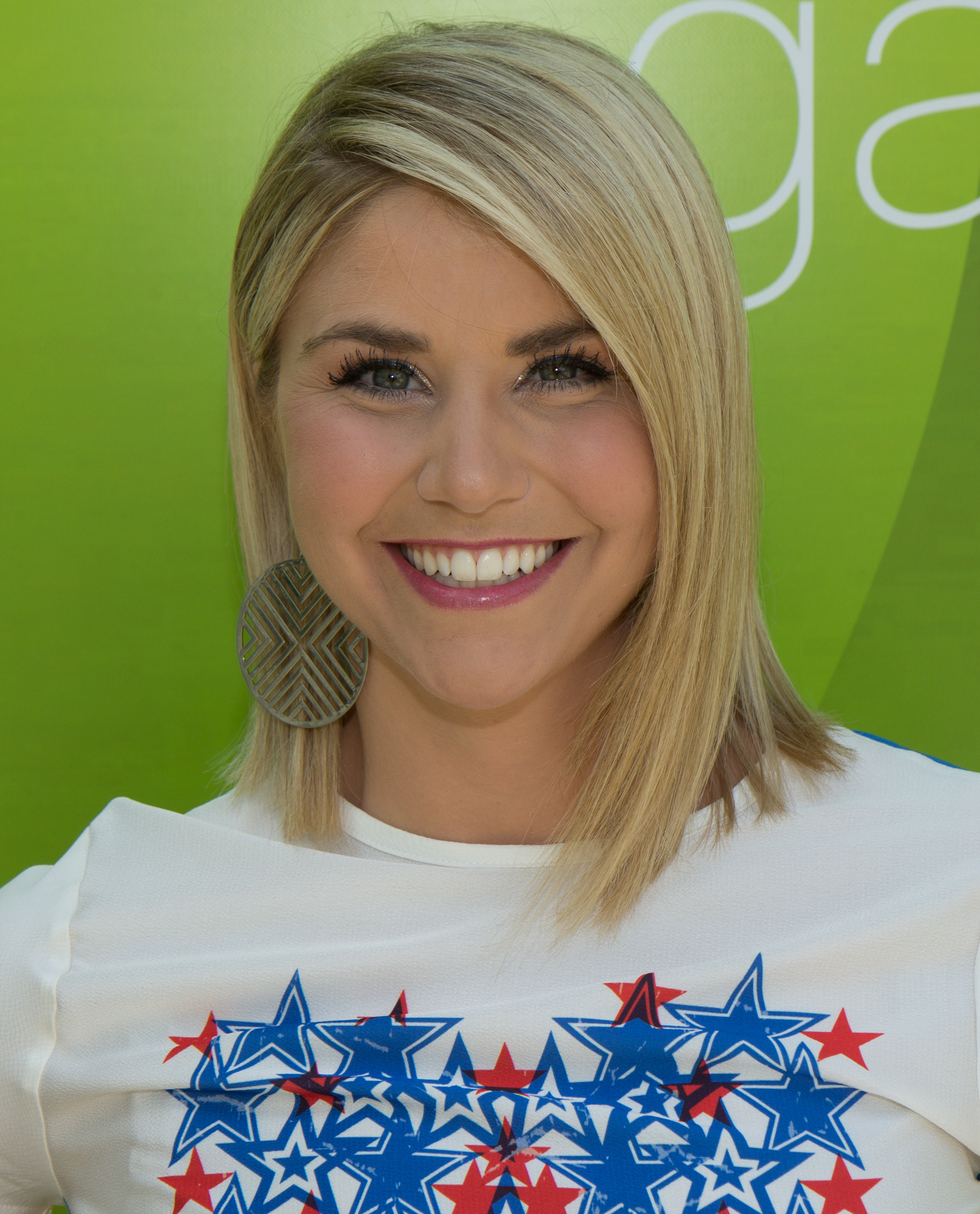
Beatrice Egli, 2018

Beatrice Margerite Egli (* 21. Juni 1988 in Lachen, Kanton Schwyz) ist eine Schweizer Schlagersängerin und Fernsehmoderatorin. Sie wurde 2013 Siegerin der zehnten Staffel der RTL-Castingshow Deutschland sucht den Superstar. Seit 2022 moderiert sie Die Beatrice Egli Show.

## Privatleben
Egli wurde 1988 in Lachen im Kanton Schwyz geboren. Mit 14 begann sie, Gesangsunterricht zu nehmen und auf Volksfesten zu singen. Sie absolvierte eine Ausbildung zur Friseurin und war ein Jahr in diesem Beruf tätig. Zusammen mit ihren zwei älteren Brüdern und ihrem jüngeren Bruder lebte sie bis zu ihrem 28. Lebensjahr im elterlichen Haus in Pfäffikon (Kanton Schwyz). 2016 zog sie in eine nahegelegene eigene Wohnung.

## Karriere

### Anfänge
2007 trat Egli zusammen mit Lys Assia auf; gemeinsam veröffentlichten sie die Single Sag mir wo wohnen die Engel und ein gleichnamiges Album. Das Duo gewann im April 2007 mit diesem Titel die schweizerische Vorentscheidung zum Grand Prix der Volksmusik. Beim Finale in Wien im August erreichten sie Platz 12 von 16. Im Herbst 2007 trat Egli beim Herbstfest der Volksmusik von Florian Silbereisen auf. 2009 präsentierte sie im Musikantenstadl den Titel Lippenstift. Bis dahin verwendete sie ihren Vornamen als Künstlernamen, seit ihrem dritten Album im Jahr 2011 tritt sie unter ihrem vollständigen Namen auf. Ebenfalls 2011 schloss Egli eine Schauspielausbildung an der Schule für Schauspiel Hamburg ab.

### DSDS
Im Mai 2013 siegte Egli im Finale der zehnten Staffel von Deutschland sucht den Superstar mit 70,25 Prozent der Zuschauerstimmen. Mit einer Ausnahme erhielt sie bei allen Mottoshows die meisten Zuschaueranrufe. Sie erhielt 500.000 Euro und einen Plattenvertrag bei UMG. Ihre erste Single nach der DSDS-Teilnahme hiess Mein Herz, geschrieben und produziert von Dieter Bohlen. Das Lied stieg in der ersten Verkaufswoche auf Platz eins der offiziellen deutschen, österreichischen und Schweizer Singlecharts ein.
Im Mai 2013 erschien ihr Studioalbum Glücksgefühle, das in Deutschland, Österreich und der Schweiz auf Platz zwei der Albumcharts einstieg. In der zweiten Verkaufswoche kam das Album in den Schweizer Charts auf Platz eins; im August wurde es in der Schweiz mit Platin ausgezeichnet. Auch in Deutschland wurden knapp vier Wochen nach dem DSDS-Sieg ihr Album und ihre Single mit Gold ausgezeichnet. Ihre zweite Single Jetzt und hier für immer erschien im August 2013.
| Mottoshow (Datum)                              | Lied                                         | Originalinterpret | Platzierung     |
| ---------------------------------------------- | -------------------------------------------- | ----------------- | --------------- |
| Mein Superstar (16. März 2013)                 | Ich liebe das Leben                          | Vicky Leandros    | 24,15 % (1./10) |
| Liebe ist … (23. März 2013)                    | Ich will immer wieder … dieses Fieber spür’n | Helene Fischer    | 26,43 % (1./9)  |
| Let’s Party (30. März 2013)                    | Du hast mich tausendmal belogen              | Andrea Berg       | 33,06 % (1./8)  |
| Typisch Deutsch (6. April 2013)                | Küss mich, halt mich, lieb mich              | Ella Endlich      | 29,67 % (1./7)  |
| Grosse Duette und coole Beatz (13. April 2013) | Nothing’s Gonna Stop Us Now                  | Starship          | 27,57 % (2./6)  |
| Grosse Duette und coole Beatz (13. April 2013) | Eine neue Liebe ist wie ein neues Leben      | Jürgen Marcus     | 27,57 % (2./6)  |
| 5× Deutsch − 5× Englisch (20. April 2013)      | Du fängst mich auf und lässt mich fliegen    | Helene Fischer    | 36,89 % (1./5)  |
| 5× Deutsch − 5× Englisch (20. April 2013)      | No No Never                                  | Texas Lightning   | 36,89 % (1./5)  |
| Kandidaten an die Macht (27. April 2013)       | Phänomen                                     | Helene Fischer    | 35,66 % (1./4)  |
| Kandidaten an die Macht (27. April 2013)       | Du kannst noch nicht mal richtig lügen       | Andrea Berg       | 35,66 % (1./4)  |
| Halbfinale (4. Mai 2013)                       | Die Hölle morgen früh                        | Helene Fischer    | 53,70 % (1./3)  |
| Halbfinale (4. Mai 2013)                       | Ich lebe                                     | Christina Stürmer | 53,70 % (1./3)  |
| Halbfinale (4. Mai 2013)                       | Die Gefühle haben Schweigepflicht            | Andrea Berg       | 53,70 % (1./3)  |
| Finale (11. Mai 2013)                          | Und morgen früh küss ich dich wach           | Helene Fischer    | 70,25 % (1./2)  |
| Finale (11. Mai 2013)                          | Ich liebe das Leben                          | Vicky Leandros    | 70,25 % (1./2)  |
| Finale (11. Mai 2013)                          | Mein Herz                                    | Beatrice Egli     | 70,25 % (1./2)  |

|  | Platz 1 in der Telefonabstimmung |

### Weitere Karriere
Nach dem Sieg bei DSDS verkauften sich auch frühere Veröffentlichungen besser. So gelang Egli mit ihrem 2011 veröffentlichten Album Feuer und Flamme 2013 der Sprung auf Platz 12 der Schweizer Charts. 2011 erreichte das Album Platz 81 der Schweizer Hitparade. 2013 erreichte das Album erstmals eine Platzierung in den deutschen und österreichischen Charts. Im November 2013 erschien das nächste Studioalbum Pure Lebensfreude. In der Schweiz erreichte sie damit erneut Platz eins und in Österreich und Deutschland die Top Ten. Die erste Singleauskopplung Verrückt nach Dir kam ebenfalls in allen drei Ländern in die Charts. Im Dezember 2013 trat Egli als Gaststar bei Das Supertalent auf; dort wurde sie mit Platin für Glücksgefühle ausgezeichnet.
Im März 2014 erhielt sie den deutschen Echo in der Kategorie „Newcomer des Jahres (international)“. Sie gewann gegen Macklemore, Passenger, Imagine Dragons und Lindsey Stirling. Im selben Monat erschien die zweite Single Irgendwann aus ihrem zweiten Album Pure Lebensfreude und platzierte sich ebenfalls in den Charts. Im April 2014 gab Dieter Bohlen bekannt, nicht mehr für Egli zu produzieren. Im Mai 2014 gewann sie den Schweizer Musikpreis Prix Walo in der Kategorie Schlager.
Im Oktober 2014 erschien das Studioalbum Bis hierher und viel weiter. Die erste Single war Auf die Plätze, fertig, ins Glück!; das Musikvideo wurde in New York City gedreht. Von Anfang November 2014 bis Januar 2015 war Beatrice Egli auf Tournee. Das Album erreichte in der Schweiz Platz eins. Im Januar 2015 erschien die zweite Single Wir leben laut und das dazugehörige Musikvideo.

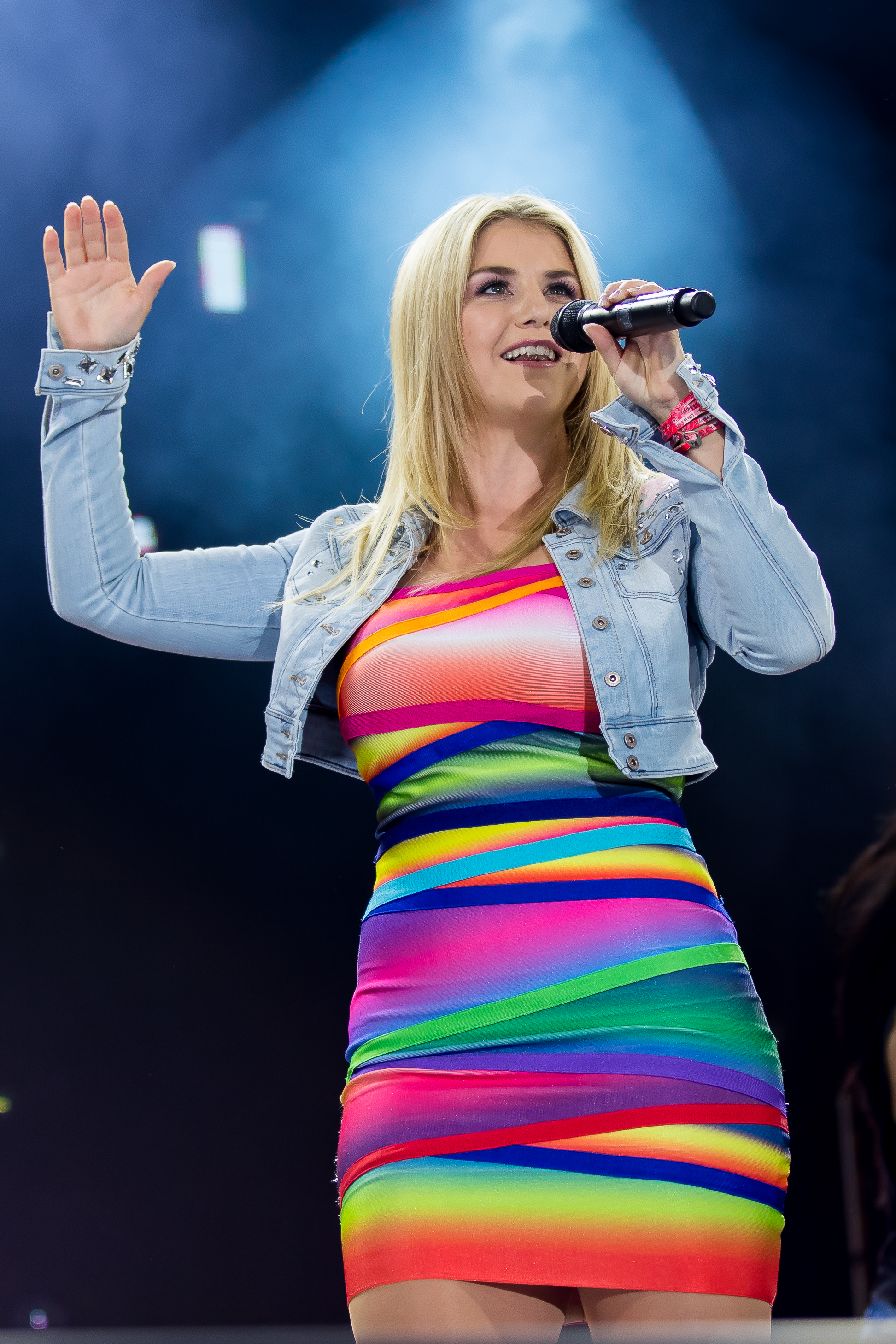
Beatrice Egli, 2016

Im Juli 2015 erschien eine Gold-Edition von Bis hierher und viel weiter. Diese enthält sechs neue Lieder, darunter die neue Single Ohne Worte. Im April 2016 ist ihr Studioalbum Kick im Augenblick mit der gleichnamigen Single erschienen. Im März 2018 wurde das Album Wohlfühlgarantie veröffentlicht. Ab Oktober 2018 ging Egli damit auf Tournee. Im Mai 2019 erhielt sie den Schlagerplanet Award als «Liebling des Jahres».
Nach einem zweimonatigen Aufenthalt in Australien erschien im Juni 2019 das Album Natürlich, das sie dort aufgenommen hatte. Mit Platz eins des Albums in der Schweiz ist Egli, gemessen an ihren Nummer-1-Alben, die bislang erfolgreichste Schweizer Künstlerin. Eine für 2020 geplante Tour wurde aufgrund der COVID-19-Pandemie abgesagt. 2020 trat sie in der Gameshow Hätten Sie’s gewusst? als Expertin zum Thema Udo Jürgens an und belegte als Kandidatin bei der Kochshow MasterChef Celebrity den vierten Platz. Im Mai 2020 trennte sich Egli von ihrem langjährigen Manager Volker Neumüller.
Im Februar 2021 gab sie mit ihrer Band in Bremen auf der Onlineplattform Yourstar.live ein Onlinekonzert. Im März 2021 nahm sie an der zweiten Staffel von Sing meinen Song – Das Schweizer Tauschkonzert teil. Im September 2021 erreichte ihr Studioalbum Alles was du brauchst erstmals die Spitzenposition in Deutschland und zum sechsten Mal in Folge in der Schweiz. Seit 2022 moderiert sie Die Beatrice Egli Show als Nachfolgesendung der SWR-Samstagabendshow SWR Schlager – Die Show, die sie zusammen mit Alexander Klaws moderierte. 2023 wechselte Egli zum Plattenlabel Ariola und brachte das von Eric Philippi geschriebene und komponierte Duett Das wissen nur wir mit Florian Silbereisen heraus. Das im Juni 2023 veröffentlichte Album Balance konnte wie das Vorgängeralbum Platz eins in Deutschland und in der Schweiz erzielen.

## Fernsehauftritte/Moderationen
- 2013: Unter uns (RTL) – 2 Folgen
- 2015: Beatrice Egli – Ein Frühlingstag in Rom (ZDF)
- seit 2015: Beatrice Egli – Meine Schweiz, meine Musik (MDR)
- 2015–2016: Beatrice Egli – Die grosse Show der Träume (Das Erste)
- 2015: Beatrice Egli – Ein Herbsttag in Stockholm (ZDF)
- 2016: Beatrice Egli – Ein Frühlingstag in Venedig (ZDF)
- 2016: Beatrice Egli – Ein Herbsttag in Wien (ZDF)
- 2017: Beatrice Egli – Kick im Augenblick Live (MDR)
- 2017: Beatrice Egli – Ein Frühlingstag in der Schweiz (ZDF)
- 2018: Sturm der Liebe (Das Erste) – 3 Folgen
- 2019: Schlager sucht Liebe (RTL)[26]
- 2019: Playmobil – Der Film (Synchronisation Die Gute Fee)
- 2020: CATCH! Die Europameisterschaft im Fangen[27] (Sat.1)
- 2020: MasterChef Celebrity (Sky One)
- 2020: Hirschhausens Quiz des Menschen (Das Erste)
- 2020: SWR Schlager – Die Show (mit Alexander Klaws)
- 2021: Sing meinen Song – Das Schweizer Tauschkonzert (TV24)
- 2021: SWR Schlager – Die Show (SWR)
- seit 2022: Die Beatrice Egli Show (SWR und MDR)
- 2022: Die Große Schlagerstrandparty (MDR, BR, WDR, ORF)
- 2022: Die Schlager des Sommers 2022 – Die Märchenschloss-Nacht (MDR)[28]
- 2022: Denn sie wissen nicht, was passiert (RTL)
- 2023: The Masked Singer (Gast)
- 2024: Verstehen Sie Spaß? (Das Erste und ORF)
- 2024: Deutschland sucht den Superstar - Jury (RTL)

## Diskografie
Studioalben

| Jahr | Titel Musiklabel                                   | Höchstplatzierung, Gesamtwochen, AuszeichnungChartplatzierungen (Jahr, Titel, Musiklabel, Platzierungen, Wochen, Auszeichnungen, Anmerkungen) | Höchstplatzierung, Gesamtwochen, AuszeichnungChartplatzierungen (Jahr, Titel, Musiklabel, Platzierungen, Wochen, Auszeichnungen, Anmerkungen) | Höchstplatzierung, Gesamtwochen, AuszeichnungChartplatzierungen (Jahr, Titel, Musiklabel, Platzierungen, Wochen, Auszeichnungen, Anmerkungen) | Anmerkungen                                                 |
| Jahr | Titel Musiklabel                                   | DE | AT | CH | Anmerkungen                                                 |
| ---- | -------------------------------------------------- | --- | --- | --- | ----------------------------------------------------------- |
| 2008 | Wenn der Himmel es so will Solymar Music (Solymar) | — | — | — | Erstveröffentlichung: Dezember 2008                         |
| 2011 | Feuer und Flamme Jabel Records (UMG)               | DE43 (12 Wo.)DE | AT9 Gold · (35 Wo.)AT | CH12 (13 Wo.)CH | Erstveröffentlichung: 9. September 2011 Verkäufe: + 10.000  |
| 2013 | Glücksgefühle Polydor (UMG)                        | DE2 ×2Doppelplatin · (37 Wo.)DE | AT2 ×2Doppelplatin · (54 Wo.)AT | CH1 Platin · (62 Wo.)CH | Erstveröffentlichung: 17. Mai 2013 Verkäufe: + 450.000      |
| 2013 | Pure Lebensfreude Polydor (UMG)                    | DE7 Platin · (33 Wo.)DE | AT5 Platin · (49 Wo.)AT | CH1 Platin · (41 Wo.)CH | Erstveröffentlichung: 22. November 2013 Verkäufe: + 235.000 |
| 2014 | Bis hierher und viel weiter Polydor (UMG)          | DE3 Platin · (34 Wo.)DE | AT3 Platin · (40 Wo.)AT | CH1 Gold · (54 Wo.)CH | Erstveröffentlichung: 24. Oktober 2014 Verkäufe: + 225.000  |
| 2016 | Kick im Augenblick Polydor (UMG)                   | DE3 Gold · (36 Wo.)DE | AT2 Gold · (36 Wo.)AT | CH3 (53 Wo.)CH | Erstveröffentlichung: 8. April 2016 Verkäufe: + 157.500     |
| 2018 | Wohlfühlgarantie Polydor (UMG)                     | DE2 Gold · (24 Wo.)DE | AT2 (24 Wo.)AT | CH1 (28 Wo.)CH | Erstveröffentlichung: 16. März 2018 Verkäufe: + 100.000     |
| 2019 | Natürlich! Polydor (UMG)                           | DE2 (18 Wo.)DE | AT4 (13 Wo.)AT | CH1 (17 Wo.)CH | Erstveröffentlichung: 21. Juni 2019                         |
| 2021 | Alles was du brauchst Polydor (UMG)                | DE1 (12 Wo.)DE | AT2 (7 Wo.)AT | CH1 (20 Wo.)CH | Erstveröffentlichung: 27. August 2021                       |
| 2023 | Balance Ariola (Sony)                              | DE1 Gold · (33 Wo.)DE | AT2 (14 Wo.)AT | CH1 (24 Wo.)CH | Erstveröffentlichung: 30. Juni 2023 Verkäufe: + 75.000      |

## Auszeichnungen
- Echo Pop
  - 2014: Newcomer des Jahres (international)

- Prix Walo
  - 2014: Schlager

- Swiss Music Award
  - 2015: Best Female Solo Act
  - 2017: Best Female Solo Act
  - 2021: Best Female Solo Act

- Smago! Award
  - 2017: Erfolgreichster Schlager-Export aus der Schweiz und Multitalent[30]
  - 2018: «Wellness für die Seele»-Award[31]
  - 2021: Erfolgreichstes neues ‚Best Of‘ Album des Jahres (Bunt – Best Of)[32]